# 桑塞 (索恩-卢瓦尔省)
桑塞（法語：Sancé，法語發音：[sɑ̃se]）是法国索恩-卢瓦尔省的一个市镇，属于马孔区。

## 地理
桑塞（46°20'25"N, 4°49'51"E）面积6.56 平方千米，位于法国勃艮第-弗朗什-孔泰大區索恩-卢瓦尔省，该省份为法国中部省份，北起顺时针与科多尔省、汝拉省、安省、罗讷省、卢瓦尔省、阿列省和涅夫勒省接壤。
与桑塞接壤的市镇（或旧市镇、城区）包括：费扬、韦西讷、勒普隆日、于里尼、马孔。
桑塞的时区为UTC+01:00、UTC+02:00（夏令时）。

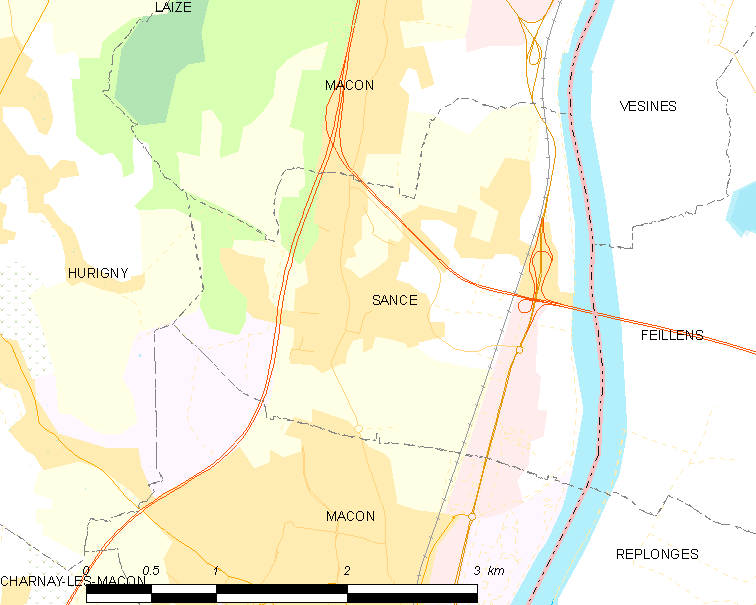
桑塞的OSM定位图

## 行政
桑塞的邮政编码为71000，INSEE市镇编码为71497。

## 政治
桑塞所属的省级选区为马孔第一县。

## 人口

1962-2008年间桑塞人口变化图示

桑塞于2022年1月1日时的人口数量为2158人。